# Venezuela op de Olympische Zomerspelen 2016
Venezuela nam deel aan de Olympische Zomerspelen 2016 in Rio de Janeiro, Brazilië. Tot de Venezolaanse ploeg behoorden 87 atleten, actief in twintig sporten, en was daarmee na 2008 de grootste selectie in de Venezolaanse olympische geschiedenis. Schermer Rubén Limardo droeg de Venezolaanse vlag tijdens de openingsceremonie. Wielrenner Stefany Hernandez deed dat bij de sluitingsceremonie.
Atlete Yulimar Rojas won op 14 augustus deze editue de eerste medaille voor Venezuela: ze won het zilver bij het hink-stap-springen, met een afstand bijna twintig centimeter minder ver dan olympisch kampioene Caterine Ibargüen uit Colombia. Een paar maanden na de Spelen tekende Rojas een contract bij het atletiekteam van de Spaanse club FC Barcelona. Op 19 augustus won Venezuela nog twee medailles, beide brons: in de vlieggewichtklasse bij het boksen en het BMX-toernooi, waarin Stefany Hernández achter de Colombiaanse winnares Pajón eindigde op de derde plaats. De medaille van de bokser Yoel Finol werd later opgewaardeerd tot zilver na de diskwalificatie van de Russische zilveren medaillewinnaar.
In Venezuela werden de Spelen hevig gepolitiseerd. Waar president Nicolás Maduro de prestaties van de atleten wilde inzet voor politiek gewin, ontstonden ook protesten toen bijvoorbeeld schermer Alejandra Benítez, een fervent aanhanger van de overleden Hugo Chávez, op de Spelen eer betoonde aan Chávez.

## Medailleoverzicht
| Sport       | Olympiër          | Onderdeel                 | Medaille |
| ----------- | ----------------- | ------------------------- | -------- |
| Atletiek    | Yulimar Rojas     | hink-stap-springen (v)    | Zilver   |
| Boksen      | Yoel Finol Rivas  | vlieggewicht (–52 kg) (m) | *        |
| Wielersport | Stefany Hernández | BMX (v)                   | Brons    |

* Deze medaille werd later aangepast van brons naar zilver.

## Deelnemers
(m) = mannen, (v) = vrouwen, (g) = gemengd

### Atletiek
| Olympiër                                                               | Discipline               | Resultaat    | Prestatie                                         |
| ---------------------------------------------------------------------- | ------------------------ | ------------ | ------------------------------------------------- |
| Alberth Bravo                                                          | 400 m (m)                | series       | series: 46.15 (6e)                                |
| Alberth Bravo Jose Melendez Freddy Mezones Arturo Ramirez Omar Longart | 4x400 m (m)              | series       | series: 3:02.69 (6e)                              |
| Luis Orta                                                              | marathon (m)             | 106e         | 2:27:05 (106e)                                    |
| Jose Peña                                                              | 3000 m steeplechase (m)  | series       | series: 8:32.38 (9e)                              |
| Richard Vargas                                                         | 20 km snelwandelen (m)   | 24e          | 1:22:23 (24e)                                     |
| Yereman Salazar                                                        | 50 km snelwandelen (m)   | DNF          | DNF                                               |
|                                                                        |                          |              |                                                   |
| Nercelis Soto                                                          | 200 m (v)                | halve finale | series: 22.89 (2e) halve finale: 22.88 (7e)       |
| Yolimar Pineda                                                         | marathon (v)             | 93e          | 2:47:34 (93e)                                     |
| Ahymara Espinoza                                                       | kogelstoten (v)          | 19e          | kwalificaties: 17,27 m (19e)                      |
| Robeilys Peinado                                                       | polsstokhoogspringen (v) | DNS          | DNS                                               |
| Rosa Rodríguez                                                         | kogelslingeren (v)       | 10e          | kwalificaties: 72,41 m (3e) finale: 69,26 m (10e) |
| Yulimar Rojas                                                          | hink-stap-springen (v)   | Zilver       | kwalificaties: 14,21 m (7e) finale: 14,98 m (2e)  |

### Basketbal
| Olympiër | Onderdeel | Resultaat  | Prestatie |
| --- | --------- | ---------- | --------- |
| Gregory Echenique Dwight Lewis Miguel Marriaga Gregory Vargas John Cox David Cubillán José Vargas Miguel Ruiz Windi Graterol Heissler Guillént Anthony Pérez Néstor Colmenares | mannen    | groepsfase | vijfde    |

| Groep A |                  |             |             |             |            |            |            |        |
| №       | Land             | Wedstrijden | Wedstrijden | Wedstrijden | Doelpunten | Doelpunten | Doelpunten | Punten |
| №       | Land             | G           | W           | V           | V          | T          | Saldo      | Punten |
| 1       | Verenigde Staten | 5           | 5           | 0           | 524        | 407        | +117       | 10     |
| 2       | Australië        | 5           | 4           | 1           | 444        | 368        | +76        | 9      |
| 3       | Frankrijk        | 5           | 3           | 2           | 423        | 378        | +45        | 8      |
| 4       | Servië           | 5           | 2           | 3           | 426        | 387        | +39        | 7      |
| 5       | Venezuela        | 5           | 1           | 4           | 315        | 444        | –129       | 6      |
| 6       | China            | 5           | 0           | 5           | 318        | 466        | –148       | 5      |

| Ronde       | Datum | Lokale tijd | MEZT           | Plaats           | Land   | Score     | Land |
| ----------- | ----- | ----------- | -------------- | ---------------- | ------ | --------- | ---- |
| Groepsfase  |       |             |                |                  |        |           |      |
| 6 augustus  | 22:30 | 02:30       | Rio de Janeiro | Venezuela        | 62–86  | Servië    |      |
| 8 augustus  | 19:00 | 00:00       | Rio de Janeiro | Verenigde Staten | 113–69 | Venezuela |      |
| 10 augustus | 22:30 | 02:30       | Rio de Janeiro | Venezuela        | 72–68  | China     |      |
| 12 augustus | 22:30 | 02:30       | Rio de Janeiro | Frankrijk        | 96–56  | Venezuela |      |
| 14 augustus | 19:00 | 00:00       | Rio de Janeiro | Australië        | 81–56  | Venezuela |      |

### Boksen
| Olympiër           | Discipline | Resultaat    | Prestatie |
| ------------------ | ---------- | ------------ | --- |
| Yoel Finol Rivas   | –52 kg (m) | Brons        | eerste ronde won van Leonel de los Santos (3–0) tweede ronde won van Muhammad Ali (3–0) kwartfinale won van Mohamed Flissi (3–0) halve finale verloor van Shakhobidin Zoirov (0–3) |
| Victor Rodríguez   | –56 kg (m) | eerste ronde | eerste ronde verloor van Ham Sang-myeong (1–2) |
| Luis Ángel Cabrera | –60 kg (m) | eerste ronde | eerste ronde verloor van Daisuke Narimatsu (1–2) |
| Luis Arcón         | –64 kg (m) | eerste ronde | eerste ronde verloor van Hovhannes Bachkov (1–2) |
| Gabriel Maestre    | –69 kg (m) | kwartfinale  | eerste ronde won van Arajik Marutjan (2–1) tweede ronde won van Vincenzo Mangiacapre (w/o) kwartfinale verloor van Danijar Jeleoessinov (0–3)                                      |
| Endry José Pinto   | –75 kg (m) | eerste ronde | eerste ronde verloor van Marlo Delgado (0–3) |
| Albert Ramírez     | –81 kg (m) | tweede ronde | eerste ronde won van Petr Chamoekov (2–1) tweede ronde verloor van Abdelhafid Benchabla (1–2)                                                                                      |
| Edgar Muñoz        | +91 kg (m) | eerste ronde | eerste ronde verloor van Bahodir Jalolov (tko) |

### Boogschieten
| Olympiër     | Discipline      | Resultaat    | Prestatie |
| ------------ | --------------- | ------------ | --- |
| Elías Malavé | individueel (m) | tweede ronde | plaatsingsronde: 651 punten (46e) eerste ronde won van Wang Dapeng (6–2) tweede ronde verloor van Taylor Worth (4–6) |
|              |                 |              | |
| Leidys Brito | individueel (v) | eerste ronde | plaatsingsronde: 614 punten (44e) eerste ronde verloor van Lisa Unruh (4–6)                                          |

### Gewichtheffen
| Olympiër          | Discipline | Resultaat | Prestatie                                                    |
| ----------------- | ---------- | --------- | ------------------------------------------------------------ |
| Jesús López       | –62 kg (m) | DNF       | trekken: 125 kg (7e) stoten: DNS                             |
|                   |            |           |                                                              |
| Génesis Rodríguez | –58 kg (v) | 9e        | trekken: 85 kg (14e) stoten: 116 kg (8e) totaal: 201 kg (9e) |
| Yaniuska Espinosa | +75 kg (v) | 7e        | trekken: 121 kg (5e) totaal: 152 kg (7e) totaal: 273 kg (7e) |
| Naryury Pérez     | +75 kg (v) | DNF       | trekken: 117 kg (8e) stoten: 145 kg (DNF)                    |

### Golf
| Olympiër        | Discipline | Resultaat | Prestatie                   |
| --------------- | ---------- | --------- | --------------------------- |
| Jhonattan Vegas | mannen     | 50e       | totaal: 289 punten (par +5) |

### Gymnastiek
| Olympiër      | Discipline               | Resultaat | Prestatie |
| ------------- | ------------------------ | --------- | --- |
| Jessica López | meerkamp individueel (v) | 7e        | kwalificaties sprong: 14,933 brug ongelijk: 15,333 balk: 13,933 vloer: 12,733 totaal: 56,932 (13e) finale sprong: 14,833 brug ongelijk: 15,100 balk: 13,800 vloer: 14,233 totaal: 57,966 (7e) |
| Jessica López | brug ongelijk (v)        | 6e        | kwalificaties: 15,333 (7e) finale: 15,333 (6e) |

### Judo
| Olympiër           | Discipline | Resultaat    | Prestatie                                       |
| ------------------ | ---------- | ------------ | ----------------------------------------------- |
| Elvismar Rodríguez | –70 kg (v) | eerste ronde | eerste ronde verloor van Antónia Moreira: ippon |

### Paardensport
| Olympiër        | Discipline                   | Resultaat | Prestatie                                                                          |
| --------------- | ---------------------------- | --------- | ---------------------------------------------------------------------------------- |
| Emanuel Andrade | springconcours (individueel) | 61e       | kwalificatieronde 1: 13 strafpunten (61e)                                          |
| Pablo Barrios   | springconcours (individueel) | 54e       | kwalificatieronde 1: 8 strafpunten (53e) kwalificatieronde 2: 12 strafpunten (54e) |

### Roeien
| Olympiër       | Discipline | Resultaat | Prestatie                                                                                           |
| -------------- | ---------- | --------- | --------------------------------------------------------------------------------------------------- |
| Vicent Jackson | skiff (m)  | 29e       | series: 7:28.36 (6e) herkansing: 7:28.67 (5e) halve finale E/F: 7:50.56 (2e) E-finale: 7:57.83 (5e) |

### Schermen
| Olympiër                                         | Discipline     | Resultaat    | Prestatie |
| ------------------------------------------------ | -------------- | ------------ | --- |
| Silvio Fernández                                 | degen (m)      | eerste ronde | eerste ronde verloor van Jung Jin-sun (8–15) |
| Francisco Limardo                                | degen (m)      | derde ronde  | eerste ronde won van Nicolas Ferreira (15–9) tweede ronde won van Daniel Jérent (15–11) derde ronde verloor van Nikolai Novosjolov (12–15)                                 |
| Rubén Limardo                                    | degen (m)      | tweede ronde | tweede ronde verloor van Ayman Fayez (5–15) |
| Silvio Fernández Francisco Limardo Rubén Limardo | degen team (m) | 8e           | eerste ronde wonnen van Brazilië (45–25) kwartfinale verloren van Frankrijk (29–45) plaatsen 5–8 verloren van Zuid-Korea (40–45) plaatsen 7–8 verloren van Rusland (30–36) |
| Antonio Leal                                     | floret (m)     | eerste ronde | eerste ronde verloor van Maximilien van Haaster |
|                                                  |                |              | |
| Isis Giménez                                     | floret (v)     | tweede ronde | tweede ronde verloor van Jeon Hee-sook (8–10) |
| Alejandra Benítez                                | sabel (v)      | tweede ronde | eerste ronde won van Nada Hafez (15–11) tweede ronde verloor van Anna Márton (14–15)                                                                                       |

### Schietsport
| Olympiër    | Discipline              | Resultaat | Prestatie                         |
| ----------- | ----------------------- | --------- | --------------------------------- |
| Julio Iemma | 10 m luchtgeweer (m)    | 45e       | kwalificaties: 612,7 punten (45e) |
| Julio Iemma | 50 m drie houdingen (m) | 40e       | kwalificaties: 1155 punten (40e)  |
| Julio Iemma | 50 m liggend            | 22e       | kwalificaties: 621,5 punten (22e) |

### Schoonspringen
| Olympiër      | Discipline     | Resultaat | Prestatie                      |
| ------------- | -------------- | --------- | ------------------------------ |
| Jesús Liranzo | 10 m toren (m) | 21e       | voorronde: 385,55 punten (21e) |
| Robert Páez   | 10 m toren (m) | 23e       | voorronde: 378,20 punten (23e) |

### Taekwondo
| Olympiër        | Discipline | Resultaat      | Prestatie |
| --------------- | ---------- | -------------- | --- |
| Edgar Contreras | –68 kg (m) | bronzen finale | eerste ronde verloor van Aleksej Denisenko (2–12) herkansing won van Servet Tazegül (5–4SD) bronzen finale verloor van Joel González (3–4) |

### Tafeltennis
| Olympiër       | Discipline    | Resultaat    | Prestatie                                 |
| -------------- | ------------- | ------------ | ----------------------------------------- |
| Gremlis Arvelo | enkelspel (v) | eerste ronde | eerste ronde verloor van Lily Zhang (0–4) |

### Volleybal
| Olympiër                    | Discipline | Resultaat  | Prestatie |
| --------------------------- | ---------- | ---------- | --- |
| Norisbeth Agudo Olaya Pérez | beach (v)  | groepsfase | groepsfase verloren van Meppelink – Van Iersel (17–21, 11–21) verloren van Bawden – Clancy (21–9, 21–14) wonnen van Alfaro – Charles (21–16, 21–19) herkansing verloren van Borger – Büthe (13–21, 8–21) |

### Wielersport
| Olympiër                                   | Discipline     | Resultaat    | Prestatie                                                                                              |
| ------------------------------------------ | -------------- | ------------ | --- |
| Jonathan Monsalve                          | weg (m)        | DNF          | DNF |
| Jonathan Monsalve                          | tijdrit (m)    | DNF          | DNF |
| Miguel Ubeto                               | weg (m)        | DNF          | DNF |
| Hersony Canelón                            | sprint (m)     | 24e          | kwalificatieronde: 10.239 (24e)                                                                        |
| César Marcano                              | sprint (m)     | 27e          | kwalificatieronde: 10.649 (27e)                                                                        |
| Hersony Canelón César Marcano Ángel Pulgar | teamsprint (m) | 8e           | kwalificatieronde: 44.263 (8e) halve finale verloren van Groot-Brittannië (44.486, 8e)                 |
| Hersony Canelón                            | keirin (m)     | eerste ronde | eerste ronde verloor van Jason Kenny (+0.986, 7e) herkansing verloor van Krzysztof Maksel (+1.237, 5e) |
| Ángel Pulgar                               | keirin (m)     | eerste ronde | eerste ronde verloor van Sam Webster (rel) herkansing verloor van François Pervis (+0.378, 4e)         |
| Jefferson Milano                           | BMX (m)        | halve finale | plaatsingsronde: 35.945 (23e) kwartfinale: 12 punten (3e) halve finale: 24 punten (8e)                 |
|                                            |                |              | |
| Yennifer César                             | weg (v)        | DNF          | DNF |
| Angie González                             | omnium (v)     | 18e          | totaal: 61 punten (18e)                                                                                |
| Stefany Hernández                          | BMX (v)        | Brons        | plaatsingsronde: 35.202 (4e) halve finale: 11 punten (3e) finale: 34.755 (3e)                          |

### Worstelen
| Olympiër           | Discipline                 | Resultaat      | Prestatie |
| ------------------ | -------------------------- | -------------- | --- |
| Pedro Ceballos     | –86 kg vrije stijl (m)     | bronzen finale | eerste ronde won van Mohamed Zaghloul (3–0) kwartfinale verloor van Abdoelrasjid Sadoelajev (0–3) herkansing won van István Veréb (3–1) bronzen finale verloor van Sharif Sharifov (1–3) |
| José Daniel Díaz   | –97 kg vrije stijl (m)     | eerste ronde   | eerste ronde verloor van Mamed Ibragimov (0–4) |
| Raiber Rodríguez   | –59 kg Grieks-Romeins (m)  | eerste ronde   | eerste ronde verloor van Rovshan Bayramov (0–4) |
| Wuileixis Rivas    | –66 kg Grieks-Romeins (m)  | eerste ronde   | eerste ronde verloor van Omid Norouzi (1–3) |
| Luillys Pérez      | –98 kg Grieks-Romeins (m)  | eerste ronde   | eerste ronde verloor van Ghasem Rezaei (0–4) |
| Erwin Caraballo    | –130 kg Grieks-Romeins (m) | eerste ronde   | eerste ronde verloor van Rıza Kayaalp (0–4) herkansing verloor van Sabah Shariati (0–4)                                                                                                  |
|                    |                            |                | |
| Betzabeth Argüello | –53 kg vrije stijl (v)     | bronzen finale | eerste ronde won van Joseph Essombe (5–0) kwartfinale won van Maria Prevolaraki (3–1) halve finale verloor van Saori Yoshida (0–3) bronzen finale verloor van Nataliya Synyshyn (1–3)    |
| María Acosta       | –69 kg vrije stijl (v)     | eerste ronde   | eerste ronde verloor van Enas Mostafa (1–3) |
| Jaramit Weffer     | –75 kg vrije stijl (v)     | eerste ronde   | eerste ronde verloor van Annabelle Ali (0–3) |

### Zeilen
| Olympiër       | Discipline | Resultaat | Prestatie                |
| -------------- | ---------- | --------- | ------------------------ |
| Daniel Flores  | RS:X (m)   | 27e       | totaal: 160 punten (27e) |
| José Gutierrez | Laser      | 38e       | totaal: 314 punten (38e) |

### Zwemmen
| Olympiër          | Discipline            | Resultaat | Prestatie                                         |
| ----------------- | --------------------- | --------- | ------------------------------------------------- |
| Cristian Quintero | 50 m vrije slag (m)   | 44e       | series: 22.92 (44e)                               |
| Cristian Quintero | 100 m vrije slag (m)  | 34e       | series: 49.25 (34e)                               |
| Cristian Quintero | 200 m vrije slag (m)  | 16e       | series: 1:47.02 (14e) halve finale: 1:48.00 (16e) |
| Cristian Quintero | 400 m vrije slag (m)  | 33e       | series: 3:50.84 (33e)                             |
| Albert Subirats   | 100 m rugslag (m)     | 31e       | series: 55.44 (31e)                               |
| Albert Subirats   | 100 m vlinderslag (m) | 29e       | series: 53.23 (29e)                               |
| Carlos Claverie   | 100 m schoolslag (m)  | 30e       | series: 1:01.13 (30e)                             |
| Carlos Claverie   | 200 m schoolslag (m)  | 15e       | series: 2:10.35 (14e) halve finale: 2:11.56 (15e) |
| Erwin Maldonado   | 10 km open water (m)  | 21e       | 1:54:33.6 (21e)                                   |
|                   |                       |           |                                                   |
| Andreina Pinto    | 400 m vrije slag (v)  | 16e       | series: 4:08.34 (16e)                             |
| Andreina Pinto    | 800 m vrije slag (v)  | 12e       | series: 8:30.92 (12e)                             |
| Andreina Pinto    | 100 m vlinderslag (v) | 23e       | series: 2:10.60 (23e)                             |
| Paola Pérez       | 10 km open water (v)  | 20e       | 1:59:07.7 (20e)                                   |

Afghanistan · Albanië · Algerije · Amerikaanse Maagdeneilanden · Amerikaans-Samoa · Andorra · Angola · Antigua en Barbuda · Argentinië · Armenië · Aruba · Australië · Azerbeidzjan · Bahama's · Bahrein · Bangladesh · Barbados · België · Belize · Benin · Bermuda · Bhutan · Bolivia · Bosnië en Herzegovina · Botswana · Brazilië · Britse Maagdeneilanden · Brunei · Bulgarije · Burkina Faso · Burundi · Cambodja · Canada · Centraal-Afrikaanse Republiek · Chili · China · Chinees Taipei · Colombia · Comoren · Congo-Brazzaville · Congo-Kinshasa · Cookeilanden · Costa Rica · Cuba · Cyprus · Denemarken · Djibouti · Dominica · Dominicaanse Republiek · Duitsland · Ecuador · Egypte · El Salvador · Equatoriaal-Guinea · Eritrea · Estland · Ethiopië · Fiji · Filipijnen · Finland · Frankrijk · Gabon · Gambia · Georgië · Ghana · Grenada · Griekenland · Groot-Brittannië · Guam · Guatemala · Guinee · Guinee‑Bissau · Guyana · Haïti · Honduras · Hongarije · Hongkong · Ierland · IJsland · India · Indonesië · Irak · Iran · Israël · Italië · Ivoorkust · Jamaica · Japan · Jemen · Jordanië · Kaaimaneilanden · Kaapverdië · Kameroen · Kazachstan · Kenia · Kirgizië · Kiribati · Kosovo · Kroatië · Laos · Lesotho · Letland · Libanon · Liberia · Libië · Liechtenstein · Litouwen · Luxemburg · Macedonië · Madagaskar · Malawi · Malediven · Maleisië · Mali · Malta · Marshalleilanden · Marokko · Mauritanië · Mauritius · Mexico · Micronesië · Moldavië · Monaco · Mongolië · Montenegro · Mozambique · Myanmar · Namibië · Nauru · Nederland · Nepal · Nicaragua · Nieuw-Zeeland · Niger · Nigeria · Noord-Korea · Noorwegen · Oeganda · Oekraïne · Oezbekistan · Oman · Oostenrijk · Oost-Timor · Pakistan · Palau · Palestina · Panama · Papoea-Nieuw-Guinea · Paraguay · Peru · Polen · Portugal · Puerto Rico · Qatar · Roemenië · Rusland · Rwanda · Saint Kitts en Nevis · Saint Lucia · Saint Vincent en Grenadines · Salomonseilanden · Samoa · San Marino · Sao Tomé en Principe · Saoedi-Arabië · Senegal · Servië · Seychellen · Sierra Leone · Singapore · Slovenië · Slowakije · Soedan · Somalië · Spanje · Sri Lanka · Suriname · Swaziland · Syrië · Tadzjikistan · Tanzania · Thailand · Togo · Tonga · Trinidad en Tobago · Tsjaad · Tsjechië · Tunesië · Turkije · Turkmenistan · Tuvalu · Uruguay · Vanuatu · Venezuela · Verenigde Arabische Emiraten · Verenigde Staten · Vietnam · Wit-Rusland · Zambia · Zimbabwe · Zuid-Afrika · Zuid-Korea · Zuid-Soedan · Zweden · Zwitserland
Individuele Olympische Atleten · Olympisch vluchtelingenteam